# Priocharax
Priocharax är ett släkte av fiskar. Priocharax ingår i familjen Characidae.
Kladogram enligt Catalogue of Life:
| Priocharax | \| \| Priocharax ariel \| \| \| \| \| \| Priocharax pygmaeus \| \| \| \| |
|            | \| \| Priocharax ariel \| \| \| \| \| \| Priocharax pygmaeus \| \| \| \| |
|            | Priocharax ariel                                                         |
|            |                                                                          |
|            | Priocharax pygmaeus                                                      |
|            |                                                                          |